# Tájszó
A tájszó egy nyelv olyan szava, amely nem található meg az írott és beszélt köznyelvben, csak egy, vagy több nyelvjárásban (Magyar nyelvjárások), így fő jellemzője a területi kötöttsége.
A tájszavak besorolása problémás, mivel a köznyelvi és nyelvjárási szókészlet közötti átmeneti sávban helyezkednek el (Népnyelvi, regionális köznyelvi szavak). Ebből kifolyólag a tájszavak nem tartoznak egyértelműen a standard nyelvhez, de a nyelvterület nagyobb részén használatosak. Ezen elv szerint tehát besorolásuk a következő módokon lehetséges: 
1. Tájszavak közé kerülnek,
2. Köznyelv és tájnyelv közti átmenetet képezik,
3. Regionális köznyelvi szavaknak, népnyelvi szavaknak tekintjük őket.[1]

## A tájszókészlet változása
A tájszók és változataik egy része már az ómagyar korban is csak egy-egy nyelvjárásban élt. Főként a felvilágosodás és a reformkor hozott változást, amikor számos addigi tájszó került be az irodalmi nyelvbe. A 20. századtól ennek a folyamatnak pont az ellenkezője figyelhető meg: a köznyelv szavai hatolnak be a nyelvjárásokba. A szókészlethez hasonlóan a tájszóállomány folyamatos változása jellemző.

## Tájszó-tárak és tájszótárak
A nyelvjárási szótárakat meg kell különböztetnünk annak megfelelően, hogy milyen céllal készültek. A tájszó-tárak csak a köznyelvben ismeretlen szavakat tartalmazzák, a tájszótárak viszont azokat is felgyűjtötték, amelyeket a köznyelv is ismer. 
Az első magyar összegző munka a Magyar Tudós Társaság ösztönzésére 1838-ban készült el. (Magyar tájszótár. Buda, 1838.) A szótár 9500 tájszót és kifejezést tartalmaz a magyar nyelvterület minden részéről. A munkát Szinnyei József folytatta, akinek köszönhetően elkészült a Magyar tájszótár I–II., amelynek kötetei 1893-ban és 1901-ben jelentek meg. A két kötet összesen hozzávetőleg 35 000 tájszót tartalmaz
.
A harmadik, legújabb általános tájszótárunk ötletét Bárczi Géza vetette fel, majd B. Lőrinczy Éva főszerkesztő vezetésével indultak meg a munkálatok. Eredménye egy ötkötetes munka, közel 120 000 tájszóval (Új magyar tájszótár I–III., Bp., 1979–1992).
Az általános tájszótárakon kívül említést tehetünk még regionális szótárakról (egy-egy régió szókészletét tartalmazó szótár), helyi szótárakról (egy település szókészletét: a köznyelvivel megegyező és az attól eltérő szavakat is tartalmazó szótár), valamint helyi tájszótárakról (egy településnek a köznyelvben nem használatos szavait tartalmazó szótár).

## A tájszavak csoportjai
E szavak osztályozásánál is az elsődleges szempont a köznyelvhez való viszonyítás. A két fő kritérium a besoroláskor az alak és a jelentés (funkció), valamint a kommunikáció. Ezt figyelembe véve a tájszavak különbözhetnek a köznyelvtől, vagy alakjukban, vagy jelentésükben, vagy mindkettő eltérhet; a második szempont szerint pedig megkülönböztethetünk a köznyelvi alapon érthető és nem érthető tájszavakat.
| Típusok                 | Jellemzője | Példák                                                                                         |
| ----------------------- | --- | ---------------------------------------------------------------------------------------------- |
| I. Valódi tájszó        | A köznyelvben is meglévő fogalmat más hangsorral jelöl, vagy olyan fogalmat, dolgot nevez meg, amelyre a köznyelvben nincs kifejezés. Ez a szó a köznyelvben ismeretlen, a köznyelvi beszélő nem érti. | himpér (málna), tengeri, pityóka, zalámpul (csavarog) kópic - vesszőből font öblös tárolóedény |
| II. Jelentésbeli tájszó | A köznyelvben is meglévő szót más jelentésben használja. A köznyelvi beszélő nem érti, vagy félreérti.                                                                                                 | bogár (légy), medence (fateknő), züödág (fenyőgally)                                           |
| III. Alaki tájszó       | A vele megegyező köznyelvi szótól kiejtésében, hangalakjában tér el. A köznyelvi beszélő számára általában érthető, köznyelvi megfelelőjével való összetartozása felismerhető.                         | borgyazik, ínëkül, szüvessíg, főd, magos                                                       |